# The Final Frontier
| 전문가 평가      | 전문가 평가 |
| 총 점수          | 총 점수     |
| 출처             | 점수        |
| ---------------- | ----------- |
| 메타크리틱       | 71/100      |
| 평가 점수        |             |
| 출처             | 점수        |
| About.com        | [ 3 ]       |
| AllMusic         | [ 4 ]       |
| Blabbermouth.net | 9.0/10      |
| BW&BK            | 9.5/10      |
| Classic Rock     | 9/10        |
| The Guardian     | [ 8 ]       |
| Kerrang!         | 4/5         |
| Metal Hammer     | 8/10        |
| Rolling Stone    | [ 11 ]      |
| Rock Sound       | 8/10        |

《The Final Frontier》는 영국의 헤비 메탈 밴드 아이언 메이든의 열다섯 번째 스튜디오 음반으로, 2010년 8월 13일, 독일, 오스트리아, 핀란드에서, 북미에서 8월 17일, 일본에서 8월 18일, 전 세계에서 발매되었다. 76분 34초로 현재까지 두 번째로 긴 이 밴드의 스튜디오 음반으로, 2015년 《The Book of Souls》의 지속시간이 겨우 넘어섰다. 이 밴드의 예술작품에 오랫동안 기여한 멜빈 그랜트가 커버 아트를 만들었다. 이 밴드는 EMI 레코드를 통해 발매될 마지막 음반으로, 30년 관계 끝에 막을 내렸다. 그리고 밴드의 대체 로고를 사용한 마지막 음반이기도 하다.
이 음반은 비평가들로부터 호평을 받았으며 28개국에서 1위를 차지했다. 여기에는 영국 밴드가 1982년 《The Number of the Beast》, 1988년 《Seventh Son of a Seventh Son》, 1992년 《Fear of the Dark》에 이어 네 번째로 영국 음반 차트 1위에 올랐다. 여기에 《The Final Frontier》도 2010년 6월 8일 무료 다운로드로 발매된 곡 〈El Dorado〉로 밴드 최초로 베스트 메탈 퍼포먼스 부문 그래미 어워드를 수상하는 것 외에, 빌보드 200에서 최고 자리를 차지하는 등 미국 4위에 올랐다.
EMI는 이 음반을 전 세계 대부분에서 발매했으며, 미국에서는 이전에 북미에서 아이언 메이든 카탈로그를 지배했던 생츄어리 레코드/컬럼비아 레코드 합작 회사의 후속작인 유니버설 뮤직 엔터프라이즈와 소니 뮤직 엔터테인먼트가 공동으로 발매했다.

## 배경
2009년 4월 22일, 《Iron Maiden: Flight 666》을 홍보하는 《록 라디오》 인터뷰에서 드러머 니코 맥브레인이 아이언 메이든이 2010년 초에 스튜디오 녹음을 예약했다고 언급했다. 6월 8일에는 커버 아트, 발매일, 트랙 리스트가 공개되었으며, 동시에 〈El Dorado〉 트랙을 무료로 다운로드할 수 있게 했다. 이 음반은 일반 CD, 아이튠즈 LP, 디지털 다운로드, 바이닐 픽처 디스크, 그리고 인터뷰와 《Mission II: Rescue & Revenge》라는 게임이 포함된 한정판 컬렉터스 "미션 에디션"으로 발매되었다.

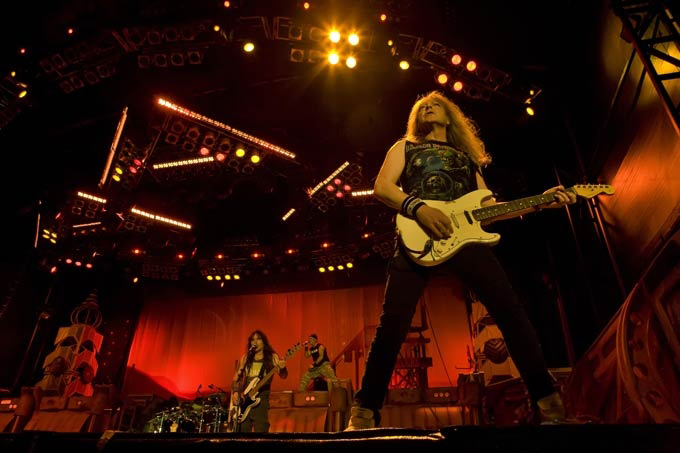
아이언 메이든이 《The Final Frontier》 월드 투어 중 〈El Dorado〉를 공연하고 있는 모습. 이 곡은 2010년 6월에 무료 디지털 다운로드로 공개되었다.

이 음반을 지원하는 북미 투어는 2010년 6월 9일, 텍사스주 댈러스에서 시작되었으며, 유럽 투어는 7월 30일, 아일랜드 더블린에서 시작되었다. 이 일정들은 음반 발매 이전이었기 때문에 2010년에는 〈El Dorado〉만이 연주된 신곡이었다. 본격적인 음반 투어는 2011년 2월 11일, 러시아 모스크바에서 시작되었으며, 밴드는 동남아시아, 오스트레일리아, 남아메리카, 플로리다주를 거쳐 다시 유럽으로 돌아왔다. 이 투어를 바탕으로 한 라이브 음반 및 영상 《En Vivo!》가 2012년 3월에 발매되었다.
발매에 앞서, 베이시스트이자 밴드의 창립자인 스티브 해리스는 아이언 메이든이 총 열다섯 장의 스튜디오 음반을 발매할 것이라고 언급했다. 음반 제목은 지원 투어 및 오프닝 트랙과 이름을 공유하며 《The Final Frontier》가 아이언 메이든의 마지막 음반이 될 것이라는 소문을 더욱 부추겼지만, 밴드 멤버들은 앞으로도 계속 음반을 발매하고 투어를 이어가고 싶다는 뜻을 밝혔다. 특히 해리스는 "시간이 있고 우리 모두가 원한다면 왜 안 되겠어? 다음 음반을 만들지 못한다면 슬픈 일이고, 팬들에게도 슬픈 일이 될 거야”라고 말했다. 보컬리스트 브루스 디킨슨은 음반 제목이 대체로 장난기에서 비롯되었다고 인정했다. 디킨슨은 2010년 6월, 이 음반 제목을 15개월 전에 생각해냈다고 밝히며 “그냥 '다음 음반을 《The Final Frontier》라고 부르자!'고 생각했지. 왜냐하면 일종의... 마지막이 될 수도 있으니까. 하지만 아닐 수도 있고! 이건 에디를 우주로 다시 데려가는 계기가 될 수도 있고, 그런 걸 안 한 지 좀 됐잖아. 이 제목엔 뭔가 낭만적인 게 있어"라고 말했다.

## 제작
2009년 11월 2일, 야닉 거스는 BBC 뉴스에 이 밴드가 이미 새로운 자료를 작성했으며, 새 음반의 대부분을 작곡하고 리허설을 시작하기 위해 프랑스 파리로 향할 것이라고 확인했다. 디킨슨에 따르면, "우리는 아마도 지금까지의 준비 중 가장 적은 양을 가지고 있었을 것입니다. 이것은 그 모든 것 중에서 가장 길고 복잡한 기록이기 때문에 이상합니다."라고 한다. 크리스마스를 위해 휴식을 취한 후, 1월에 바하마 나소의 컴퍼스 포인트 스튜디오에서 녹음이 시작되었고, 케빈 셜리가 프로듀싱을 맡았다. 1980년대 컴퍼스 포인트에서 마지막으로 녹음한 이후 바하마로 돌아온 것은 이번이 처음이며 디킨슨은 다음과 같이 말했다.
그 스튜디오는 분위기가 똑같았고, 그것은 1983년과 똑같았고, 아무것도 변하지 않았어요! 구석에 있는 부서진 셔터까지... 같은 카펫... 모든 것... 그것은 정말 꽤 으스스했습니다. 하지만 우리는 친숙하고 좋은 환경에서 매우 편안함을 느꼈고, 저는 이것이 음반의 연주와 분위기에서 보여준다고 생각합니다.
나소에서의 한 달 후, 프로듀싱은 캘리포니아주 말리부로 옮겨졌고, 이 곳에서 곡들이 믹스되어 추가 보컬이 녹음되었다. 4월 6일, 셜리는 Blabbermouth.net에 음반 믹싱을 완료했으며, 5월 6일, 프로듀싱의 마지막 단계에 대해 언급했다. "브루스 디킨슨은 며칠 동안 비행기를 타고 와서 그의 모든 파트를 불렀고, 스티브 해리스는 나와 함께 음반을 완성하기 위해 뒤에 남아있었습니다. 그 사람 꽤 실존하는 성격이에요. 아드리안 스미스는 가끔 들러서 어떤 밴드에서처럼 모든 사람이 같은 결과를 염두에 둔 것은 아니지만, 우리는 그 결과를 얻게 됩니다."

## 곡 목록
| #   | 제목                                   | 작사·작곡                      | 재생 시간 |
| --- | -------------------------------------- | ------------------------------ | --------- |
| 1.  | 〈Satellite 15... The Final Frontier〉 | 아드리안 스미스, 스티브 해리스 | 8:40      |
| 2.  | 〈El Dorado〉                          | 스미스, 해리스, 브루스 디킨슨  | 6:49      |
| 3.  | 〈Mother of Mercy〉                    | 스미스, 해리스                 | 5:20      |
| 4.  | 〈Coming Home〉                        | 스미스, 해리스, 디킨슨         | 5:52      |
| 5.  | 〈The Alchemist〉                      | 야닉 거스, 해리스, 디킨슨      | 4:29      |
| 6.  | 〈Isle of Avalon〉                     | 스미스, 해리스                 | 9:06      |
| 7.  | 〈Starblind〉                          | 스미스, 해리스, 디킨슨         | 7:48      |
| 8.  | 〈The Talisman〉                       | 거스, 해리스                   | 9:03      |
| 9.  | 〈The Man Who Would Be King〉          | 데이브 머레이, 해리스          | 8:28      |
| 10. | 〈When the Wild Wind Blows〉           | 해리스                         | 10:59     |

## 인증
| 국가                                                                                         | 인증     | 판매량/출하량 |
| -------------------------------------------------------------------------------------------- | -------- | ------------- |
| 캐나다 (뮤직 캐나다)                                                                         | 골드     | 40,000^       |
| 콜롬비아                                                                                     | 골드     |               |
| 핀란드 (Musiikkituottajat)                                                                   | 플래티넘 | 22,510        |
| 프랑스 (SNEP)                                                                                | 골드     | 50,000*       |
| 독일 (BVMI)                                                                                  | 골드     | 100,000^      |
| 이탈리아 (FIMI)                                                                              | 골드     | 30,000*       |
| 노르웨이 (IFPI 노르웨이)                                                                     | 골드     | 15,000*       |
| 폴란드 (ZPAV)                                                                                | 골드     | 10,000*       |
| 러시아 (NFPF)                                                                                | 골드     | 5,000*        |
| 스웨덴 (GLF)                                                                                 | 골드     | 20,000        |
| 스위스 (IFPI 스위스)                                                                         | 골드     | 15,000^       |
| 영국 (BPI)                                                                                   | 골드     | 100,000^      |
| *판매량을 기반으로 한 인증 · ^출하량을 기반으로 한 인증 · 판매량+스트리밍을 기반으로 한 인증 |          |               |